# Härnösands Fiskaresocietet
Härnösands Fiskaresocietet är en svensk förening som bildades år 1765 som ett hantverksskrå för fiskerinäringen. Då föreningen bildades hade medlemmarna monopol på att idka fiske, vilket innebar att societeten hade samma status som hantverkarnas skrån.
Dagens fiskaresocietet har till uppgift att "bevara minnet av fisket och de fiskarsläkter som levde och verkade i Härnösand med omnejd". I föreningen upptas endast ättlingar till fiskare födda och bosatta i Härnösand.

## Hamnar och fiskelägen
- Barsta
- Berghamn
- Glon
- Gånsvik
- Lerviken
- Lungö
- Långholmen
- Marviksgrunnan
- Ostholmen
- Prästhus (inklusive Juviken)
- Solumshamn (inklusive Alderskär, Innerhamn, Sjöviken, Skärsviken och Storholmen)
- Svenskär
- Trysunda
- Åstholmen